# Revierbeamter
Ein Revierbeamter, auch als Bergrevierbeamter oder als königlicher Revierbeamter bezeichnet, war ein Bergbeamter, der entweder die bergbehördlich erste Instanz bildete oder nicht bildete. Die Einteilung als unterste Instanz hing zum einen davon ab, zu welcher Zeit der Revierbeamte tätig war. Zum anderen war auch entscheidend, in welchem Land der Revierbeamte tätig war.

## Unterschiedliche Einordnung in der Hierarchie
Bis in die 2. Hälfte des 18. Jahrhunderts bildeten die Revierbeamten in Preußen die unterste bergbehördliche Instanz, sie unterstanden somit direkt dem Oberbergamt. Gegen Ende des 18. Jahrhunderts wurden anstelle des Revierbeamten die Bergämter als untere Behörde eingeführt und die Revierbeamten diesen Bergämtern unterstellt. Im Jahr 1861 trat das Kompetenzgesetz in Kraft, wodurch nun wieder die Revierbeamten die unterste Instanz bildeten. Mit Inkrafttreten des ABG wurde diese bergbehördliche Hierarchie beibehalten. Diese dreistufige Einteilung der Bergbehörden – Minister als oberste Instanz, Oberbergamt als mittlere Instanz und Revierbeamter als unterste Instanz – hatte sich in Preußen gut bewährt, sodass sie ins ABG eingebaut wurde. Anders war das in Sachsen. So waren in Sachsen-Meiningen die Revierbeamten für die Handhabung der Bergpolizei und für die Wahrnehmung der staatlichen Rechte zuständig. Im Königreich Sachsen war der Revierbeamte ein Beamter oder Aufseher bei einer Revieranstalt. Eine eigene bergbehördliche Instanz bildete der Revierbeamte in Sachsen nicht. Im Laufe des 20. Jahrhunderts wurde die Stelle des Revierbeamten gänzlich abgeschafft und an die Stelle der Revierbeamten wurde wieder das Bergamt gesetzt.

## Aufgaben und Befugnisse
Die Aufgaben und Befugnisse der Revierbeamten wurde durch Instruktionen für königliche Revierbeamte klar geregelt. So wurde in 1824 eine Anweisung für die Revierbeamten erlassen, nach welcher sie die Grubenbeamten und Bergleute bei Verfehlungen bestrafen sollten. Im Jahr 1839 wurde eine Instruktion für die Revierbeamten erlassen, in der die Aufgaben und Befugnisse der Revierbeamten geregelt waren. Insbesondere hatten die Revierbeamten die Leitung des Grubenbetriebs auf den Bergwerken ihres Distrikts inne. Außerdem unterstand ihnen die Haushaltsführung der ihnen unterstellten Bergwerke. Es war in der Instruktion klar geregelt, dass sämtliche Steiger, Schichtmeister und auch sämtliche anderen Grubenbeamten dem Revierbeamten unterstellt waren und seinen Anweisungen Folge zu leisten hatten. Zusätzlich hatte der Revierbeamte auch die bergpolizeilichen Aufgaben wahrzunehmen. Hierbei musste er insbesondere Unglücksfälle auf Betrieben, die in seinem Bereich lagen und der Bergaufsicht unterstanden, bei denen es schwerverletzte Personen oder durch einen Unfall getötete Personen gab, untersuchen. Aus den Erkenntnissen aus diesen Unfällen wurden gutachterliche Stellungnahmen erstellt und Maßnahmen zur Vermeidung zukünftiger ähnlich gelagerter Unfälle aufgezeigt. Der Revierbeamte hatte auch berggerichtliche Aufgaben wahrzunehmen. Außerdem musste er in den Betrieben seiner Zuständigkeit Aufgaben der Gewerbeaufsichtsbeamten wahrnehmen und Vorschriften, die auch für den Bergbau galten, wie z. B. den Jugendschutz, die Arbeitszeitregelungen und die Beschäftigung von Frauen überwachen.